# Бриксеј о Шаноан
Бриксеј о Шаноан (фр. Brixey-aux-Chanoines) насеље је и општина у североисточној Француској у региону Лорена, у департману Меза која припада префектури Комерси.
По подацима из 2011. године у општини је живело 77 становника, а густина насељености је износила 10,1 становника/km². Општина се простире на површини од 7,62 km². Налази се на средњој надморској висини од 370 метара (максималној 412 m, а минималној 263 m).

## Демографија
| 1962. | 1968. | 1975. | 1982. | 1990. | 1999. | 2011. |
| ----- | ----- | ----- | ----- | ----- | ----- | ----- |
| 102   | 123   | 98    | 84    | 91    | 87    | 77    |

График промене броја становника у току последњих година